# Тонини, Эрсилио
Эрсилио Тонини (итал. Ersilio Tonini; 20 июля 1914, Чентовера — 28 июля 2013, Равенна) — итальянский кардинал. Епископ Мачераты и Толентино и апостольский администратор sede vacante Чинголи, Реканати и Трейя с 28 апреля 1969 по 22 ноября 1975. Архиепископ Равенны с 22 ноября 1975 по 27 октября 1990. Епископ Червьи с 22 ноября 1975 по 20 сентября 1986. Апостольский администратор Римини в 1988—1989. Кардинал-священник с титулом церкви Сантиссимо-Реденторе-а-Валь-Мелаина с 26 ноября 1994.

## Ранняя жизнь, образование и священство
Эрсилио Тонини родился 20 июля 1914 года, в Чентовера ди Сан Джорджо Пьянтино, диоцез Пьяченца, королевство Италия. Обучался в семинарии в Пьяченце.
Он был рукоположён в священника 18 апреля 1937 года, а затем служил вице-ректором семинарии Пьяченцы в 1937—1939 годах. Обучался в Папском Латеранском Университете в Риме с 1939 по 1943 год, получив степень по гражданскому и каноническому праву.

## Пасторская работа в Пьяченце
С 1943 по 1969 год, он вёл пасторскую работу в диоцезе Пьяченцы и много лет был приходским священником прихода Salsomaggiore, также служил церковным помощником Федерации студентов католических итальянских университетов, был директором еженедельного Il nuovo giornale (Нового журнала), и профессором и ректором в своей семинарии. Он был возведён в ранг внештатного тайного камергера 6 ноября 1959 года.

## Епископ
28 апреля 1969 года Тонини был назначен епископом Мачераты-Толентино, а также апостольским администратором sede vacante Чинголи, Реканати и Трейя, папой римским Павлом VI. Он получил свою епископскую ординацию 2 июня от архиепископа Умберто Малкиоди — архиепископа-епископа Пьяченцы, которому сослужили: архиепископ Агостино Казароли — титулярный архиепископ Картаго, секретарь Священной Конгрегации чрезвычайных церковных дел и Карло Коломбо — титулярный епископ Викторианы, вспомогательный епископ Милана.
Позднее, 22 ноября 1975 года, Тонини был назван и архиепископом Равенны и епископом Червьи. Эти два диоцеза были объединены в архидиоцез Равенна-Червья 20 сентября 1986 года.
После достижения семидесятипятилетнего возраста — возраста принудительной отставки, он оставил свой пост архиепископа 27 октября 1990 года, после четырнадцати лет служения. Тонини проповедовал великопостные духовные упражнения папе римскому и членам Римской Курии в феврале 1991, с темой «La Chiesa della speranza per questo nostro tempo».

## Кардинал
Папа римский Иоанн Павел II возвёл его в кардиналы-священники с титулом церкви Сантиссимо-Реденторе-а-Валь-Мелаина на консистории от 26 ноября 1994 года. Однако, поскольку он уже достиг восьмидесятилетнего возраста во время его возвышения в Коллегию Кардиналов, Тонини никогда не имел право участвовать в Папском Конклаве.
Кардиналу Тонини было 99 лет, и с 30 апреля 2010 года, после смерти кардинала Пауля Августина Майера, по 28 июля 2013 года он являлся старейшим кардиналом Римско-католической церкви.
Также кардинал Тонини являлся старейшим среди кардиналов по священнической хиротонии, 18 апреля 2013 года он отпраздновал 76 годовщину своей священнической хиротонии. Соответственно в священном сане он служил при Пие XI, Пие XII, Иоанне XXIII, Павле VI, Иоанне Павле I, Иоанне Павле II,Бенедикте XVI и Франциске.
Кардинал Эрсилио Тонини скончался 28 июля 2013 года в 2 часа ночи в Санта-Тереза-ди-Равенна, через несколько дней после своего 99-летия, от осложнений, связанных с его и без того слабым здоровьем.

## Награды
- Большой крест ордена «За заслуги перед Итальянской Республикой» (19 ноября 2003 года)[7].